# Кукабара
Кукабара (лат. Dacelo) род је птица који припада породици водомара (Alceldindae).

## Опис
Могу да нарасту 28—42 центиметара дужине. Иако припадају групи познатој у енглеском језику као „краљевски риболовци” (срп. водомари), кукабаре нису блиско повезани са водом.
Осим тога, одазивају се препознатљиво, као да се хистерично смеју. Могу се чути у свако доба дана, али је најизреженије у зору и у сумрак.

## Врсте
Постоје четири врсте кукабара:
- Шљокичаста кукабара (Dacelo tyro)
- Плавокрила кукабара (Dacelo leachi)
- Риђа надмена кукабара (Dacelo gaudichaud)
- Насмејана кукабара (Dacelo novaeguineae)

## Станиште
Све врсте живе у Аустралији. Не станују близу воде, већ су им изворна станишта светле шуме, најчешће еукалиптусове, али сад већ живе и у парковима и вртовима.

## Исхрана
Хране се разним животињама, укључујући крупне инсекте, рибе, крабе, гмизавце, птице, а понекад и змије.

## Размножавање
Сезона парења је од септембра до јануара. Женка полаже 2 – 3 бела јаја. О њима се брину женка и мужјак, али и пар „помагача”, најчешће птића од прошле године.

## Галерија
- Шљокицаста кукабара
- Мужјак, плавокрила кукабара
- Риђа надмена кукабара
- Насмејана кукабара
- Управо излегли младунци насмејане кукабаре
- Кукабара са пленом